# Gloria Coates
Gloria Coates   (Wausau, 10 d'octubre de 1933 - Múnic, 19 d'agost de 2023) és una compositora estatunidenca, coneguda per les seves nombroses obres que travessen diferents estils i formacions, majoritàriament experimentals, expressionises i místics. Tot i haver nascut, crescut i estudiat als Estats Units, ha passat gran part de la seva carrera professional a Alemanya i Àustria, on ha promocionat la música americana, ha organitzat festivals, ha escrit articles musicològics i ha produït programes de ràdio. A més, és coneguda per ser una dona compositora amb renom internacional, amb molts premis, reconeixements i mèrits, entre ells haver estat la primera dona de la qual s'interpreta una obra al Musica Viva Munich (un festival de més de 30 anys d'història).

## Biografia

### Primers anys i educació
Nascuda el 10 d'octubre de 1938 a Wuausau, Wisconsin, Gloria Coates va començar a compondre i experimentar amb matisos i clústers quan tenia tan sols nou anys. La seva intuïció musical l'ha portat a enxamplar visions i experiències des del primer moment.
Es considera que els seus mestres van ser el rús Alexander Tcherepnin, el qual la va encoratjar a compondre des dels 16 anys, i el director i compositor Otto Luening, que va estar el seu altre gran mestre i sobretot promotor. A Wisconsin era actriu i música durant la seva joventut, i més tard a Louisiana va obtenir el Grau en Teatre i el Màster en Música a l'State University de Louisiana. Finalment a New York, va estudiar composició en un post-doctorat a Colúmbia, on s'hi va quedar a viure.

### Entre Alemanya i Nova York[4]
A partir del 1969, Coates comença a passar moltes temporades a Alemanya, i les seves obres s'interpreten en alguns dels moments de més tensió pel país: durant les tràgiques Olimpíades de Múnic de 1972, durant la “Berlin Organ week” quan va caure el mur, i fins i tot a Àustria quan Txernòbil va explotar, respirant els aires que venien de l'Est. “La meva obra mai ha estat del tipus Americana feliç, i a la vegada, les meves primeres obres no tenien tanta tensió, no sé si sóc jo o el resultat d'estar aquí - a Alemanya - tant de temps”. Així doncs, es considera que les seves obres han estat un mirall de tots aquests grans moments de la història europea de la segona meitat del segle xx.
A més, mentre l'Est i l'Oest balancejaven entre la benevolència i la Guerra Freda, Coates es va fer el seu lloc en la ràdio clàssica de 19 països, amb Alemanya i centre europa sent el seu punt principal de l'activitat internacional.
No obstant, tot i passar gran temps a Alemanya, Coates continua sentint-se Americana i té una opinió molt crítica i ferma sobre el govern, acusant al govern conservador de prioritzar la Guerra Freda abans que les polítiques socials i culpar-lo de la pobresa del país.
Per tant, la majoria dels seus moments vitals més emocionals han repercutit a la seva obra: la mentoria del compositor Alexander Tcherepnin durant els seus primers anys; la mort del seu pare al 1983, la seva estada en un monestir Zen, i un accident d'esquÍ al 1972 que la va deixar paralitzada durant sis mesos en els hospitals europeus. Tots aquests esdeveniments han canviat els seus punts de vista i ha fet que comencin noves maneres de veure la vida i la professió.

### Debut i popularitat[4]

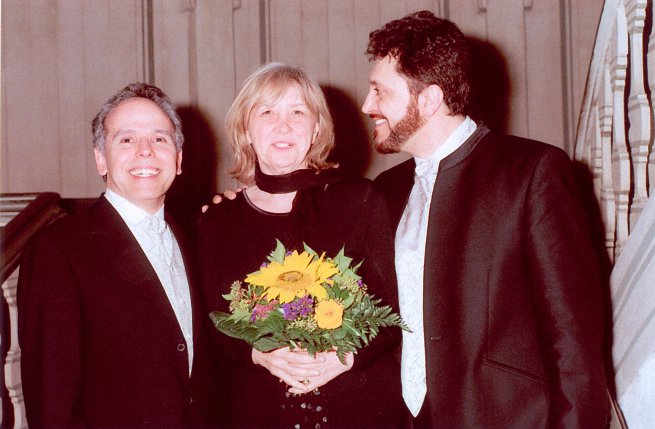
Gloria Coates amb Maximiliano de Brito i Renato Mismetti, Bayreuth.

Tot i haver nascut i estudiat als Estats Units, Gloria Coates celebra la major part dels seus èxits professionals al centre d'Europa.
De 1971 a 1984 va organitzar la sèrie de Música Americana a Múnic, el 1972 va presentar els resultats dels seus experiments de tècnica vocal multifònica al Curs d'Estiu de Darmstadt per Música Nova, i el 1975 va fundar el programa de “música a l'estranger” de la Universitat de Wisconsin. També ha estat professora a Alemanya, ha escrit articles musicològics i ha produït i emès programes radiofònics sobre música americana per la ràdio alemanya.
El seu gran primer èxit com a compositora va venir amb l'estrena del “Music on Open Strings" (1973) al Festival de Tardor de Varsòvia. Aquesta mateixa obra va ser actuada dins el "Musica Viva Series of the Bavarian Radio" a Múnic el 1980 (la primera composició orquestral escrita per una dona en els 35 anys de la sèrie), i va ser una de les 10 finalistes pel Premi l'Internacional Koussevitzsky el 1986. A més, va ser convidada al Primer Festival de Música Nova de Moscou al 1981, i va parlar sobre la seva música a Harvard el 1984.
Gloria Coates ha compost obres per orquestra (incloent 14 simfonies), música vocal amb piano i acompanyament orquestral, obres de música de cambra nombroses per de dos a nou instruments (incloent 8 quartets de corda), obres corals, electròniques, i música pel teatre.

## La seva obra

### Primera simfonia: Music on Open Strings[4]
La primera simfonia de Coates, també anomenada “Music on Open Strings”, va ser interpretada per primer cop al setembre de 1978 a Varsòvia, per l'Orquestra de Cambra Polonesa (Polnisches Kammerorchester), dirigida per Jerzy Maksymiuk. Tal com la va descriure Coates, l'obra “va ser composta no només per explotar els colors de les cordes a l'aire juntament amb les seves possibilitats i derivats, sino també per expressar estètiques musicals que incloguessin canvis de color, sistemes i estructures. En el primer moviment, els diferents instruments de corda toquen en scordatura, és a dir les cordes estan afinades en l'escala menor pentatònica (Do-Re bemoll-Fa-Sol bemoll-Si bemoll - Do), i en el marc d'aquestes notes es dibuixa un tema que recorda un mosaic, i que calidroscòpicament, es va transformant de manera gradual cap a un nou complex de colors. Durant el tercer moviment (scordatura) les cordes es restableixen a l'afinació normal a través dels glissandi, i així, la pentatònica Sol-La-Do-Re-Mi sorgeix. L'últim moviment és un mirall de catorze línies que forma un únic cos de so, format per l'acció de les diferents línies individuals movent-se entre polirítmies i intèrvals microtonals.”
Molts crítics subratllen la naturalesa harmònica d'aquesta simfonia (pentatònica i cordes a l'aire), i la preponderància dels glissandi. No obstant, la simfonia inclou també molts ítems tímbrics, rítmics i de textura que val la pena apreciar i analitzar.

### Estructura[5]
La majoria de la música de Gloria Coates està caracteritzada per procediments tècnics extremadament estrictes i rígids, els quals es fa funcional amb materials musicals inusuals (glissando). Però això és només una part de la seva música, ja que tal com deia Schubert: “Una tensió productiva resulta no només entre el material i la tècnica (intentant donar estructura al caos), si no que encara més entre el que s'haurien d'anomenar principis compositius de “tècnica sòbria” i el poder de l'expressivitat i l'emocionalitat de la música”. Així doncs, l'obra de Coates “Fifth Dimension” del seu quartet de corda número 5 n'és un bon exemple, ja que consisteix en nou minuts d'impressionants glissandi. Aquest exemple és una obra tècnicament molt complexa, però on alhora crea imatges boniques i plenes d'emoció.

### Comparació[5]
La música de Gloria Coates ha estat sovint comparada amb la música de Penderecki i Xenakis (dels seus primers anys). Tècnicament parlant, es pot entendre aquesta comparació ja que ells també utilitzaven els glissandi en moltes i la majoria de les seves composicions. Però fins aqui arriba la comparació, ja que Gloria Coates aconsegueix crear el seu propi món, on l'emocionalitat i l'expressivitat passen per l'aproximació tècnica de la qual parlem, mentre que Xenakis en particular, utilitzava un plantejament matemàtic per evitar emocions.
Kyle Gann explica (1999): 
"Clarament ella és una modernista. La seva música és ample, emotiva, sovint desbordant d'angoixa, utilitzant dissonàncies i soroll. Superficialment, té afinitats amb l'anomenada "Escola Polonesa" que en el seu moment es va centrar al voltant de Krzysztof Penderecki i a les obres dels anys seixanta de György Ligeti, una estètica que estava cansada de l'obsessió serialista i que va treballar, en canvi, amb sons purs de massa i efectes orquestrals on la tonalitat era un component minoritari. El punt intermedi on se situa Coates consisteix en ambients predominants de clústers i fortes dissonàncies. Així és com la música de Coates sona des de fora, però quan mires una partitura i la comences a analitzar, hi pots trobar cànons, palindroms, i estructures fetes amb tempos diferents però sonant a la vegada. Hi pots trobar passatges amb tonalitats simples, peces senceres construïdes amb tríades majors. També hi pots trobar obstinats, figures ritmiques obsessivament repetides, que poden, fins i tot, semblar minimalistes. Com pot aconseguir la música de Coates sonar tan gran i desordenada des de fora, i a la vegada tan neta i simple des de dintre? Com aquest atonal-expressionisme s'ha convertit en postminimalisme o viceversa?" 

## Llistat d'obres[5]

### Obres per orquestra

#### Simfonies
```
Simfonia Núm.1
```

```
Simfonia Núm.2
```

```
Simfonia Núm.3
```

```
Simfonia Núm.4
```

```
Simfonia Núm.5
```

```
Simfonia Núm.6
```

```
Simfonia Núm.7
```

```
Simfonia Núm.8
```

```
Simfonia Núm.9
```

```
Simfonia Núm.10
```

```
Simfonia Núm.11
```

```
Simfonia Núm.12
```

```
Simfonia Núm.13
```

```
Simfonia Núm.14
```

#### Altres obres per a orquestra
```
Planets
```

```
Sinfonietta della Notte
```

```
Transitions
```

```
Music in Microtones
```

```
Resistances
```

#### Orquestra amb veus
```
Anima della Terra
```

```
The Elements
```

```
Fonte di Rimini
```

```
The Force for Peace in War
```

```
Seven Songs with Poems by Emily Dickinson
```

```
Cette blanche agonie
```

```
Wir tönen allein
```

### Obres per música de cambra

#### Quartets de corda
```
Quartet de corda "Glissando"
```

```
String Quartet with Provincial Drum
```

Mobile for String Quartet
```
Quartet de Corda Núm.1
```

```
Quartet de Corda Núm.2
```

```
Quartet de Corda Núm.3
```

```
Quartet de Corda Núm.4
```

```
Quartet de Corda Núm.5
```

```
Quartet de Corda Núm.6
```

```
Quartet de Corda Núm.7
```

```
Quartet de Corda Núm.8
```

Sis moviments per a Quartet de Corda

#### Obres per a flauta
```
Sylken (fl, pi)
```

```
Trio (fl, ob, pi)
```

```
Trio (3 fl)
```

```
Halley's Comet (Nonet)
```

```
Fiori (fl, electrònics)
```

```
Lichtsplitter (fl, hp, vla)
```

```
Reaching for the Moon (fl)
```

```
Fiori and the Princess (fl, electrònics)
```

```
Lichtsplitter (fl, hp, vla, perc)
```

```
Transfer 482 (fl, hp, vla, 2 perc)
```

```
Blue Flowers (10 fl)
```

```
In the Glacier (10 fl)
```

```
Blue Steel Bent (10 fl)
```

```
Royal Anthem (10 fl)
```

```
Turning to (2 fl)
```

```
Lyric Suite No.2 (fl, vcl, pi)
```

```
Märchen-Suite (fl)
```

```
Heinrich von Ofterdingen. Hommage an Novalis (fl, hp, 2 vcl)
```

#### De 3 a 9 instruments
```
Halley's Comet (Nonet)
```

```
Valse triste (vcl, pi, clt, fgt, 2 perc)
```

```
Rondo (fl, ob, fgt, tamb, perc)
```

```
Five Abstractions of the Poems by Emily Dickinson (Quintet de Vent)
```

```
Blue Monday (guit, 2 rototoms)
```

```
Ode to the Moon (Sax T, pi, vcl, perc)
```

```
In the Mt.Tremper Zen Monastery (2 perc, hp, vla)
```

```
Night Music (Sax T, pi, gongs)
```

```
Im Finstern sei des Geistes Licht und Sonne (org, vcl, okarina)
```

```
Lyric Suite (pi, vi, vcl)
```

```
Floating down the Mississippi (8 guit)
```

#### Duos i Solos
```
Sonatina (vi, pi)
```

```
Overture to Saint Joan (org, perc)
```

```
Lunar Loops (2 guit)
```

```
To Be Free of It (3 perc)
```

```
Castles in the Air (Sax T)
```

```
Sonata per a Violí Sol
```

#### Obres per a teclat
```
Five Abstractions (pi)
```

```
Interlude (org)
```

```
Tones in Overtones (pi)
```

```
Phantasie über "Wie Schön leuchtet der Morgenstern" (org, vla)
```

```
Star Tracks Through Darkness (org)
```

```
My Country tis of Thee (pi 4 mans, 2 instr. ad lib)
```

```
Variations on "Lo! How a Rose" (org, vi, vla, triangle)
```

```
Colony Air (hp, pi)
```

```
Prayer Without Words (org)
```

Sonata per piano sol Núm.2

### Obres Vocals

#### Cançons
```
The Sighing Wind (veu, pi)
```

```
The Rainy Day (veu, pi)
```

```
Twilight (veu, pi)
```

```
Mathematical Equations (S, pi)
```

```
Ophelias Lieder (veu, hp)
```

```
15 Songs on Poems by Emily Dickinson (veu, pi)
```

```
Einsamkeit (A, pi)
```

```
Im Ausland (S, pi)
```

```
Komplementär (S/MS, pi)
```

#### Veu amb instruments
```
Voices of Women in Wartime (S, pi, vla, vcl, 2 perc)
```

```
Voices of Women in Wartime (S, pi, 3 vcl, 2 perc)
```

```
The Tune without Words (veu, glockenspiel, perc, timp)
```

```
Textures and Shades of E.D. (veu, electrònics, xil, timp, perc, org)
```

```
Go the Great Way (veu, timp, 2 perc, org)
```

```
Sperriges Morgen (S, tub, cb, perc)
```

```
Dramatic Scene (The Swan) (S, ob, 2 perc)
```

```
5 Songs on Poems by Emily Dickinson (veu, pi, perc)
```

```
Ungeziefer (S, pi, Sax S, cb, 2 perc, electrònics)
```

```
Mirage (Bar, fl, vcl, pi)
```

#### Cor
```
Dies Sanctificatus (S, A, T)
```

```
Te Deum (Cor Mixte)
```

```
Missa Brevis (veus d'homes o dones, org)
```

```
The Beatitudes (Cor Mixte, org)
```

```
Rainbow across the Night Sky (veus, instr)
```

#### Obres per a infants
```
We have Ears and Hear Not (música-teatre)
```

```
From a Poetry Album (hp, vcl, perc)
```

```
Meteor March (vents)
```

```
Missed (vi, vla, cb, bongos, fl, acc, sax)
```

```
Auto-Madic Music (motocicletes, cotxes, bocines)
```

#### Musica Concreta
```
Eine Stimme ruft elektronische Klänge auf
```

```
Naturstimme und elektronische Klangbänder.
```

```
Natural voice and Electronic Modulator
```

```
Neptune Odyssey
```

```
Spring Morning in Grobholz' Garden
```

```
Ecology 1
```

```
Ecology 2
```

```
Between
```

#### Musica per Teatre
```
Thieves' Carnival (clt)
```

```
Everyman. Morality Play (fl, ob, perc)
```

```
Fall of the House of Usher (òpera)
```

```
Saint Joan (cor, org, orquestra de cambra)
```

```
Hamlet (orquestra de cambra, theremin, electrònics)
```